# The Who 1985 and 1988 reunions
The Who 1985 and 1988 reunions fueron una serie de conciertos de reunion de la banda británica The Who durante los años 1985 y 1988.

## Miembros de la banda
- Roger Daltrey - voz
- Pete Townshend - guitarra, voz
- John Entwistle - bajo, voz
- Kenney Jones - batería

Músicos adicionales
- John "Rabbit" Bundrick - teclado, piano, voz

## Lista de canciones
1. "My Generation"
2. "Pinball Wizard"
3. "Love Reign O'er Me"
4. "Won't Get Fooled Again"

1. "Who Are You"
2. "My Generation"
3. "Substitute"

## Performance dates
| Fecha                | Ciudad  | País       | Lugar                          |
| -------------------- | ------- | ---------- | ------------------------------ |
| 13 de julio de 1985  | Londres | Inglaterra | Wembley Stadium (Live Aid)     |
| 8 de febrero de 1988 | Londres | Inglaterra | Royal Albert Hall (BPI Awards) |